# 13341 Kellysweeney
13341 Kellysweeney este o planetă minoră (asteroid), cu un diametru de 4,314 km, din centura de asteroizi. A fost descoperită pe 26 septembrie 1998 la Magdalena Ridge Observatory⁠(d) de Lincoln Near-Earth Asteroid Research. 
Obiectul prezintă o orbită caracterizată de o semiaxă mare de 2,7397899 UAi, o excentricitate de 0,08, o înclinație de 9,53418 ° în raport cu ecliptica.